# Micromonacha lanceolata
Il monachino lanceolato (Micromonacha lanceolata (Deville, 1849)) è un uccello piciforme della famiglia Bucconidae. È l'unica specie del genere Micromonacha.